# Koulpélogo (tỉnh)
Koulpélogo là một trong 45 tỉnh của Burkina Faso, tọa lạc ở vùng Centre-Est.
Thủ phủ là Ouargaye.
Koulpelogo được chia thành 8 tổng:
- Comin-Yanga
- Dourtenga
- Lalgaye
- Ouargaye
- Sangha
- Soudougui
- Yargatenga
- Yonde